# 康沃爾公爵夫人

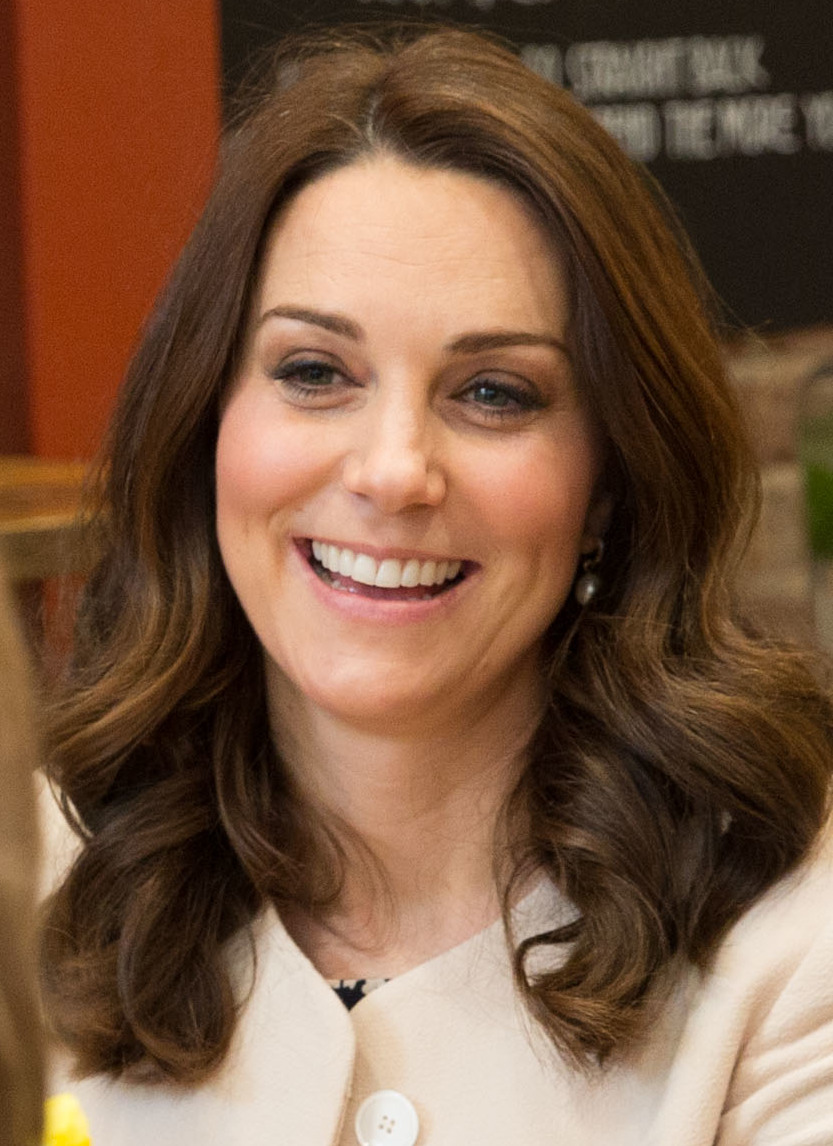
現任康沃爾公爵夫人凱薩琳

康沃爾公爵夫人（英語：Duchess of Cornwall）是由英國君主長子之妻持有的頭銜，通常同時也會以王儲妃身份持有威爾斯王妃頭銜。現任持有者是康沃爾公爵威廉王子的妻子凱薩琳。

## 歷史
歷史上只有三位女性曾使用過康沃爾公爵夫人頭銜，包括特克的瑪麗（1901年1月22日－11月9日）、卡蜜拉·帕克·鮑爾斯（2005年4月9日－2022年9月8日）及凱薩琳（2022年9月8日－9月9日）。
卡蜜拉在2005年與時任威爾士親王查爾斯王子結婚後，考量英國社會對於前任威爾斯王妃、查爾斯王子已故前妻黛安娜王妃的觀感，而未使用威爾斯王妃頭銜，而是改為使用康沃爾公爵夫人的稱號。凱薩琳則在女王伊丽莎白二世逝世後一天短暫使用了康沃爾公爵夫人頭銜，隨即其夫威廉王子便被繼位的查爾斯三世封為威爾斯親王，凱薩琳也隨之獲得威爾斯王妃的封號。

## 歷任康沃爾公爵夫人
| 名字                            | 圖片 | 出生日期       | 取得頭銜的日期                       | 配偶                          | 頭銜變更                                                | 去世日期       | Ref          |
| ------------------------------- | ---- | -------------- | ------------------------------------ | ----------------------------- | ------------------------------------------------------- | -------------- | ------------ |
| 肯特的瓊安                      |      | 1328年9月19日  | 1361年10月10日 （與康沃爾公爵結婚）  | 胡士托的愛德華                | 1376年6月7日 （丈夫去世，改稱公爵遺孀）                 | 1385年8月7日   | [ 6 ] [ 7 ]  |
| 安妮·內維爾                     |      | 1456年6月11日  | 1470年12月13日 （與康沃爾公爵結婚）  | 西敏的愛德華                  | 1471年5月4日 （丈夫去世，後以理查三世妻子身份成為王后） | 1485年3月16日  | [ 8 ]        |
| 亞拉岡的凱瑟琳                  |      | 1485年12月16日 | 1501年11月14日 （與康沃爾公爵結婚）  | 亞瑟·都鐸                     | 1502年4月2日 （丈夫去世，後以亨利八世妻子身份成為王后） | 1536年1月7日   | [ 9 ] [ 10 ] |
| 布蘭登堡-安斯巴赫的 卡羅琳      |      | 1683年3月1日   | 1714年8月1日 （丈夫受封康沃爾公爵）  | 喬治·奧古斯特                 | 1727年6月11日 （丈夫繼位為喬治二世，隨之成為王后）      | 1737年11月20日 | [ 11 ]       |
| 薩克森-哥達-阿爾滕堡的 奧古絲塔 |      | 1719年11月30日 | 1736年4月17日 （與康沃爾公爵結婚）   | 腓特烈·路易                   | 1751年3月31日 （丈夫去世，改稱公爵遺孀）                | 1772年2月8日   | [ 12 ]       |
| 布藍茲維-沃爾芬比特爾的 卡羅琳  |      | 1768年5月17日  | 1795年4月8日 （與康沃爾公爵結婚）    | 喬治·奧古斯都·弗雷德里克      | 1820年1月29日 （丈夫繼位為喬治四世，隨之成為王后）      | 1821年8月7日   | [ 13 ]       |
| 丹麥的亞歷山德拉                |      | 1844年12月1日  | 1863年3月10日 （與康沃爾公爵結婚）   | 阿爾伯特·愛德華               | 1820年1月29日 （丈夫繼位為愛德華七世，隨之成為王后）    | 1925年11月25日 | [ 14 ]       |
| 特克的瑪麗                      |      | 1867年5月26日  | 1901年1月22日 （丈夫受封康沃爾公爵） | 喬治·弗雷德里克·恩斯特·艾伯特 | 1910年5月6日 （丈夫繼位為喬治五世，隨之成為王后）       | 1953年3月24日  | [ 15 ]       |
| 黛安娜·斯賓塞                   |      | 1961年7月1日   | 1981年7月29日 （與康沃爾公爵結婚）   | 查爾斯·菲利普·亞瑟·喬治       | 1996年8月28日 （與丈夫離婚，僅保留威爾斯王妃頭銜）      | 1997年8月31日  | [ 16 ]       |
| 卡蜜拉·帕克·鮑爾斯              |      | 1947年7月17日  | 2005年4月9日 （與康沃爾公爵結婚）    | 查爾斯·菲利普·亞瑟·喬治       | 2022年9月8日 （丈夫繼位為查爾斯三世，隨之成為王后）     | —              | [ 3 ] [ 4 ]  |
| 凱薩琳·密道頓                   |      | 1982年1月9日   | 2022年9月8日 （丈夫受封康沃爾公爵）  | 威廉·亞瑟·菲利普·路易         | 現任                                                    | —              | [ 1 ] [ 2 ]  |

## 文學形象
- 威廉·莎士比亞《李爾王》：李爾王的次女、康沃爾公爵夫人里根
- 瑪麗昂·齊默·布拉德利《阿瓦隆的迷霧》：康沃爾公爵夫人摩根妮（以血緣繼承）
- 亞瑟王傳說中，亞瑟王的母后伊格賴因最初便是康沃爾公爵夫人